# Banksia ser. Dryandra
Dryandra
Série
Classification phylogénétique
 (août 2020).
Si vous disposez d'ouvrages ou d'articles de référence ou si vous connaissez des sites web de qualité traitant du thème abordé ici, merci de compléter l'article en donnant les références utiles à sa vérifiabilité et en les liant à la section « Notes et références ».
Banksia ser. Dryandra est une série taxonomique du genre Banksia (famille des Proteaceae). Elle est constituée de 94 espèces de petits arbustes buissonnants. Ce taxon est considéré comme un genre à part entière par les évolutionnistes mais a été fusionné par les cladistes en 2007 avec le genre Banksia afin que celui-ci respecte les règles de la classification phylogénétique (pas de paraphylie). Ces espèces se rencontrent toutes dans l'extrémité sud-ouest de l'Australie-Occidentale. La série porte son nom en mémoire du botaniste suédois Jonas C. Dryander.